# Laphroaig
Laphroaig (uttalas lə-FROYG) är en single malt-whisky från den skotska ön Islay. Destilleriet ligger på öns sydkust i närheten av Lagavulin och Ardbeg, vid den norra delen av Loch Laphroaig. Av de tre är Laphroaig den mest sålda. Företaget ägs av Beam Suntory.

## Historia
Laphroaig grundades 1815 av Donald och Alexander Johnston. Den sista generationen av familjen Johnston som drev destilleriet var Ian Hunter, brorson till Sandy Johnston, som var barnlös då han avled 1954. Destilleriet togs då över av Bessie Williams, en av företagets medarbetare.
På 1960-talet såldes företaget till Long John International, för att under de därpå följande decenniumen säljas vidare till flera olika företag. Sedan april 2014 ägs Laphroaig av Suntory Holdings,
Laphoaig är det enda skotska destilleriet som är kunglig hovleverantör till det brittiska hovet och 1994 gjorde prins Charles ett personligt besök på destilleriet på Islay. 

## Friends of Laphroaig
1994 startades Laphroaighs kundklubb "Friends of Laphroaig" (FoL). Medlem blir man genom att registrera den kod som följer med varje flaska whisky på Laphroaigs hemsida. I medlemskapet ingår 1 kvadratfot (ca 0,09 m2) mark på Islay under medlemmens livstid. Medlemmens hyra för detta är 1 dram (ca 3 cl) whisky per år, vilket kan inkasseras personligen på destilleriet. Medlem har även rätt att låna ett par Wellington-stövlar av Laphroaig under vistelse på ön. Medlemmarna får även poäng för varje köpt flaska Laphroaig whisky som kan användas för att få rabatt på produkter på företagets hemsida.